# Guo Shuang
Guo Shuang, född den 26 februari 1986 i Tongliao i Inre Mongoliet, Kina, är en kinesisk tävlingscyklist som tog OS-brons i bancyklingssprinten vid olympiska sommarspelen 2008 i Peking. 